# St. Vitus (Törring)

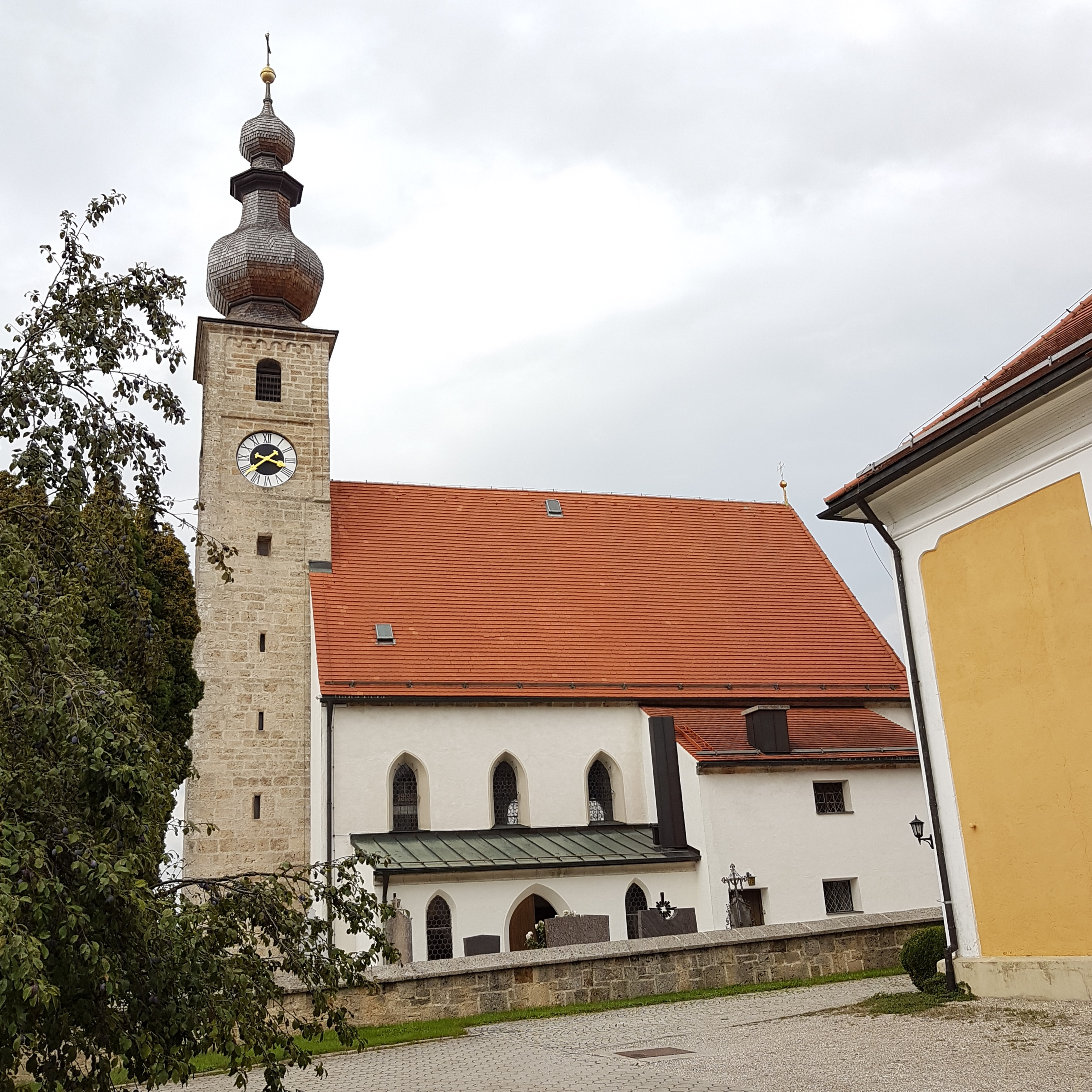
St. Veit (Törring)

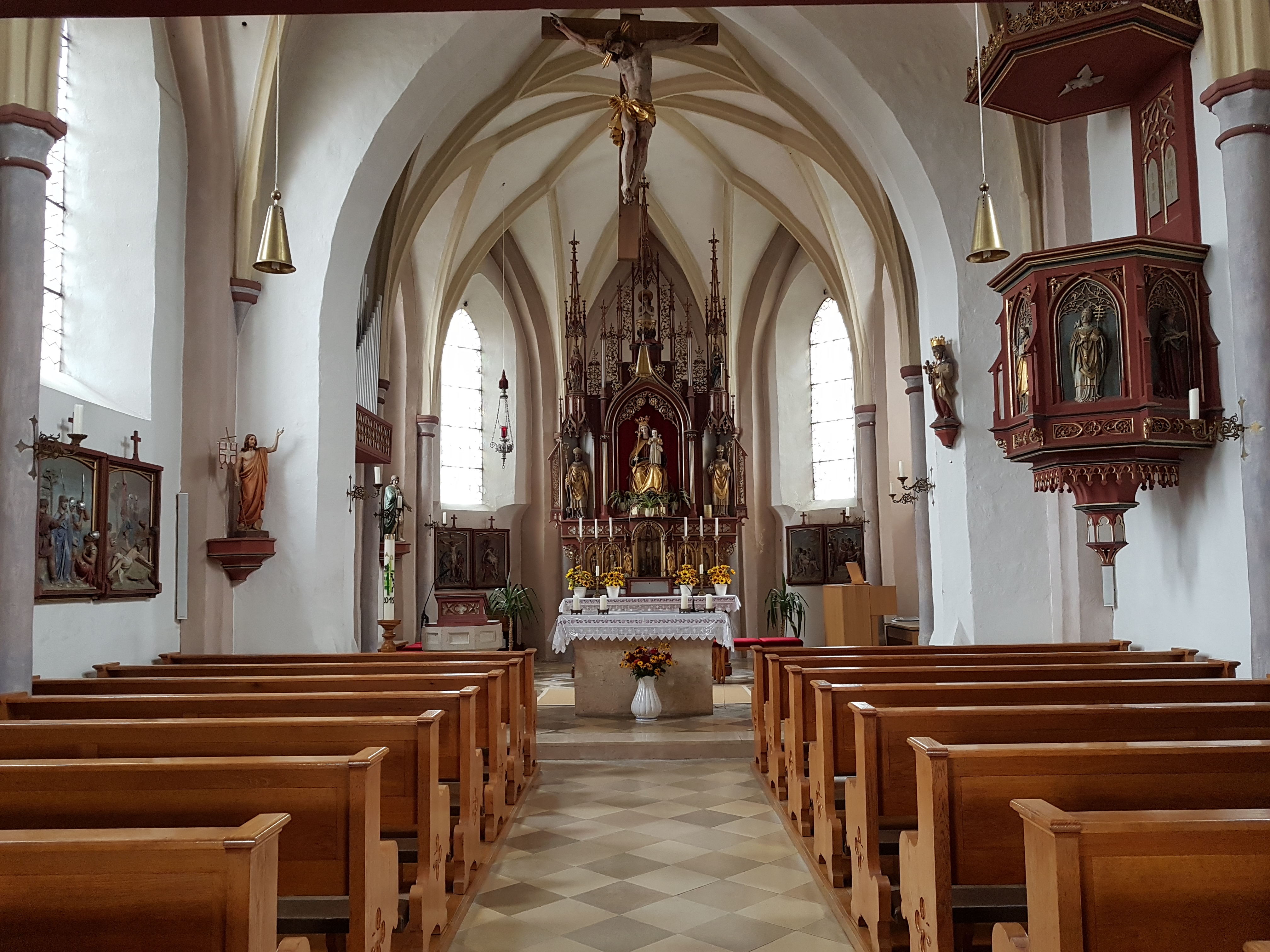
Innenansicht nach Osten

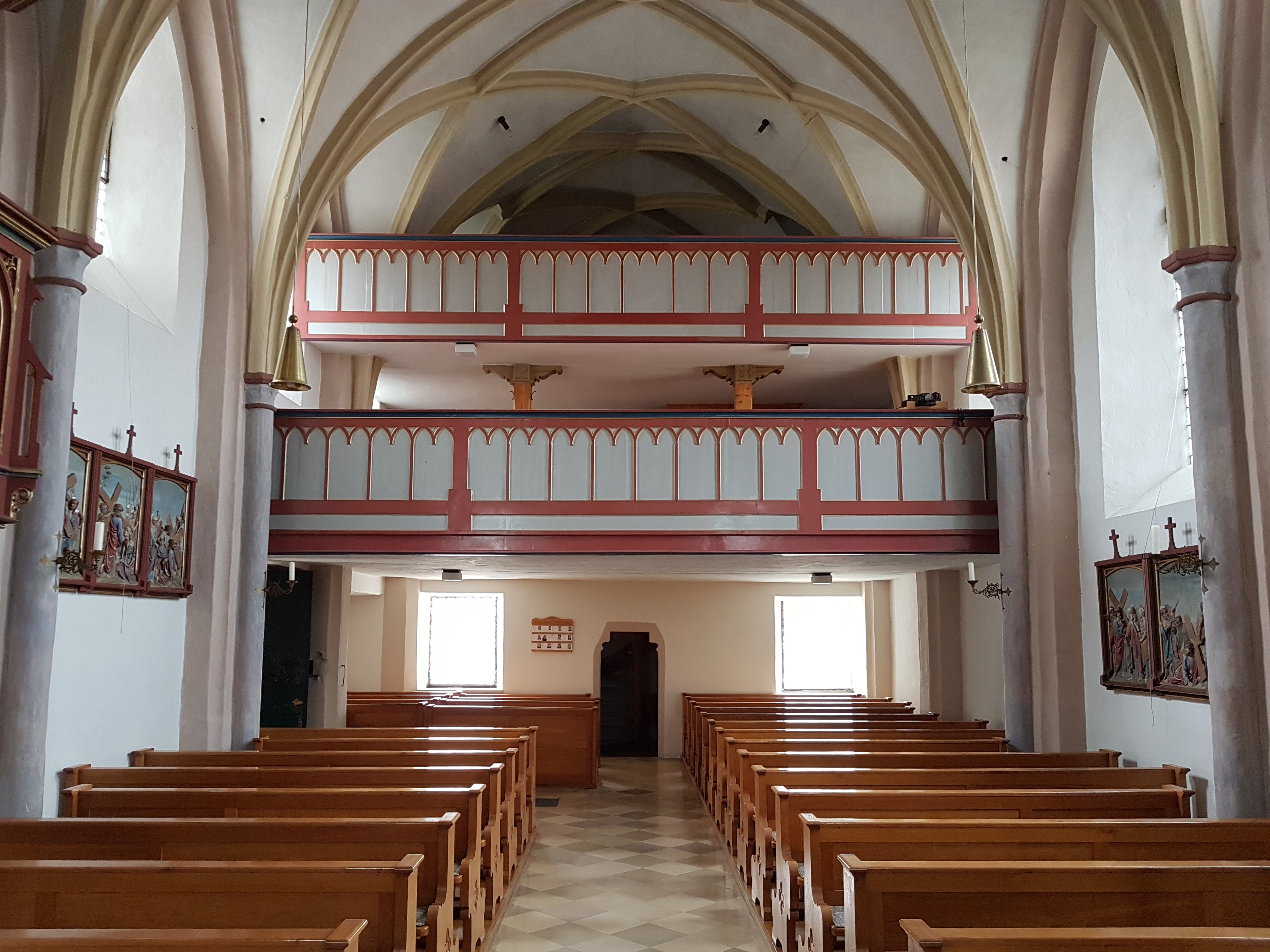
Innenansicht nach Westen

Die römisch-katholische Pfarrkirche St. Vitus ist eine spätgotische Saalkirche im Ort Törring in der Stadtgemeinde Tittmoning im oberbayerischen Landkreis Traunstein. Sie gehört zum Pfarrverband Am Tachinger See im Erzbistum München und Freising.

## Geschichte
Es wird ein romanischer Vorgängerbau angenommen. Am Turm ist eine erneuerte Jahreszahl 1274 verzeichnet. Der Kirchenneubau erfolgte um 1500, wobei die unteren Geschosse des Turms erhalten blieben. Die doppelte Zwiebelhaube wurde 1773 aufgesetzt. Um 1880 wurden die Altäre und die Kanzel durch den Bildhauer Paul Horchler geschaffen; die Fassung erfolgte durch den Maler Schiegl aus Burghausen. Etwa zur gleichen Zeit wurde die Erweiterung an der Südseite des Chores mit neugotischer Fensterrahmung und der Einbau der Empore und der Kreuzwegstationen vorgenommen. Beim Einbau der Orgel ging der Seitenaltar verloren. Von 1972 bis 1975 erfolgte eine Renovierung.

## Architektur und Ausstattung
Die Kirche steht auf einer zum Dorfanger steil abfallenden Erhöhung. An das vierjochige Langhaus schließt ein nicht eingezogener, einjochiger Chor mit Fünfachtelschluss an. Der Westturm steht in der Kirchenachse. Die Sakristei ist südlich angebaut. Das Kircheninnere hat ein Netzgewölbe. Das Bauwerk ist vergleichbar mit den Kirchen in Taching am See, Tengling und Coloman. Im Unterschied zu den genannten Beispielen bildet der weit in den Raum gezogene Chorbogen eine deutliche Zäsur zwischen dem vierjochigen Langhaus und dem Chor. Dementsprechend sind die wandgliedernden Bauteile und Gewölbeformen in beiden Raumteilen verschieden. Während im Chor ein Netzgewölbe mit durchlaufenden Gurtrippen und zwei Schlusssteinen auf abgeschrägten Wandvorlagen mit Runddiensten und abgerundeten Kapitellen ruht, ist im Langhaus ein Parallelrippengewölbe auf seitlich gekehlten Wandvorlagen mit polygonalen Kapitellen eingezogen. Eine Besonderheit bilden die Nasen an den Mittelrauten und die mit Hohlkehlen und Birnstab reich profilierten Rippen.
Das Hauptstück der Ausstattung ist der neugotische Altaraufbau mit den Figuren Mariä und der Heiligen Rupertus und Korbinian, im Gesprenge sind die Heiligen Vitus, Katharina und Barbara dargestellt. Der Kanzelkorb zeigt an der Brüstung neben Christus ungewöhnlicherweise die vier Kirchenväter. Im Chorbogen hängt ein barockes Kruzifix.

## Weblink
Koordinaten: 48° 0′ 24,6″ N, 12° 44′ 58,2″ O